# بنجامين أشيمبونغ
بنجامين أشيمبونغ (بالإنجليزية: Benjamin Acheampong) لاعب كرة قدم غاني ، يلعب في مركز الهجوم.

## روابط خارجية
بنجامين أشيمبونغ على موقع قاعدة بيانات كرة القدم.إي يو (الإنجليزية)
- بنجامين أشيمبونغ على موقع Soccerway.com (الإنجليزية)